# Крутони
Крутон је комад поново испеченог хлеба, често у облику коцки и зачињен. Крутони се користи за додавање текстуре и укуса салатама посебно Цезар салати  - као додатак супи и чорбама, или се једу као ужина.

## Етимологија
Реч крутон изведена је из француског croûton, сама по себи деминутив од croûte, што значи „кора“. Крутони су често у облику малих коцкица, али могу бити било које величине и облика, све до врло великих кришки. Многи људи сада користе назив крутон за тостиран хлеб, па се употреба променила. Историјски гледано, међутим, крутон је била кришка багета лагано намазана уљем или маслацем и печена. У француском кувању, croûte није само именица већ има и глаголски облик који описује поступак кувања који хлеб претвара у кору.

## Припрема
Припрема крутона је релативно једноставна. Коцке хлеба се обично премазују уљем или маслацем (који могу бити зачињени или ароматизовани), а затим пеку. Крутони такође могу бити исечени на штапиће. Неки комерцијални препарати користе машине за посипање разних зачина по њима. Алтернативно, могу се лагано пржити на путеру или биљном уљу, док не постану хрскави и смеђи, како би добили укус и хрскаву текстуру. Неки крутони се припремају уз додатак сира.
Готово било која врста хлеба - у векни или претходно нарезана, са или без коре - може се користити за прављење крутона. Уместо свежег хлеба обично се користи суви или устајали хлеб. Једном припремљени, крутони ће остати свежи много дуже од неприпремљеног хлеба.

## Гастрономија
Јело припремљено à la Grenobloise (на Гренобле начин) има украс од малих крутона заједно са браон путером, капаром, першуном и лимуном.

Осушени хлеб и коцкице обично се продају у великим кесама у Северној Америци како би се направила пуњења или прелив за Дан захвалности, мада се они углавном разликују од крутона за салате, будући да су само суви хлебови а не премазани маслацем и са различитим зачинима, евентуално.
- Велики крутони у супи.
- Крутони прекривени сиром у супи од лука.
- Супа со сира са крутонима

## Израда крутона у домаћинству
За припрему крутона одговара сваки хлеб, чак и стари, бели или ражани. Исече се на коцкице, распореди по посуди за печење, напрска уљем и ставља у загрејану рерну (150—180 °C). Кад им се боја промени, искључи се рерна и крутони оставе да се охладе. Могу се припремити са разним зачинима, као што су суви зачин, млевена паприка, сусам, оригано, бели лук и др.